# دیر گچین
دِیرِ گچین کاروانسرایی در ایران است که بر سر راه جاده تاریخی ری به قم در مرکز پارک ملی کویر قرار دارد. دیر گچین یکی از بزرگ‌ترین کاروانسراهای ایران است و ویژگی‌های منحصربه‌فرد این اثر باعث شده آن را «مادر کاروانسراهای ایران» بنامند. دیر گچین در بخش مرکزی شهرستان قم، ۸۰ کیلومتری شمال شرقی شهر قم (کیلومتر ۶۰ بزرگراه گرمسار)، و ۳۵ کیلومتری جنوب غربی ورامین واقع شده است. این بنا را به‌خاطر داشتنِ گنبدی از جنس گچ دیر گچین نامیده‌اند، اما اکنون چنین گنبدی در بنا وجود ندارد. بنای کاروانسرا مربوط به دوره ساسانی است و آن را در دوران سلجوقیان، صفویان، و قاجاریان مرمت و بازسازی کرده‌اند. شکل کنونی آن متعلق به دوران صفویه است. این کاروانسرا در راه باستانی ری به اصفهان مشهور به «راهِ دیر» قرار دارد. در پی تغییر جاده تهران به قم از راهِ دیر به مسیر حسن‌آباد در زمان امین‌السلطان، دیر گچین متروکه شد و افراد محلی از آن برای نگهداری دام استفاده بردند.
ساختمان دیر گچین به‌صورت چهار ایوانیِ دورهٔ سلجوقی است و حدود ۱۲٬۰۰۰ متر مربع وسعت دارد. فضاهای موجود در آن را می‌توان به فضاهای انسانی، دامی و رفاهی تقسیم کرد. این بنا دارای چهار برج گرد در گوشه‌ها است و دو برج با قاعدهٔ نیم‌بیضی در دو سوی سردر اصلی قرار گرفته‌اند که سردر، خود در وسط دیوار جنوبی جای دارد. در دیر گچین همچنین ۴۴ اتاق مسکونی یا حجره، ۴ تالار (اصطبل) بزرگ، مسجد، شبستان خصوصی (دستگاه مستقل و بخش اعیانی)، انبار علوفه، آسیاب، حمام و ۶ چشمه توالت وجود دارد. مصالح به‌کاررفته در دیر گچین آجر، آهک، خشت و گچ است. مسجد به صورت چهارطاقی است، احتمالاً در محل آتشکده‌ای ساسانی ساخته شده است، و در آن هیچ‌گونه تزییناتی دیده نمی‌شود. در اطراف کاروانسرای دیر گچین تعدادی بنا به‌صورت مجموعه وجود دارد؛ مانند دو آب‌انبار در پشت ضلع غربی و نزدیک به حمام، یک کوره آجرپزی، یک آب‌بند و قبرستانی متعلق به دوران اسلامی در ضلع جنوب غربی است که روی قبرهایش را با آجر پوشانده‌اند. در ۵۰۰ متری شرق کاروانسرا، بنایی خشتی‌گلی از دورهٔ قاجار وجود دارد که به‌شکل قلعه است و فقط یک دروازهٔ ورودی دارد.
متون متعدد تاریخی از کاروانسرای دیر گچین نام برده و موقعیت و بنای آن را توصیف کرده‌اند. از آن میان می‌توان به الأعلاق النفيسة (ابن رسته اصفهانی)، صورالاقالیم (اصطخری)، سفرنامه ابودلف (الرسالة الثانیة)، المسالک و الممالک و صورة الارض (ابن حوقل)، احسن التقاسیم فی معرفة الاقالیم (شمس‌الدین مقدسی)، سیاست‌نامه (خواجه نظام‌الملک طوسی)، مجمل التواریخ و القصص (ناشناس)، نسائم الاسحار (منشی کرمانی)، و رساله ذهابیه (کاظم‌خان کاشانی) اشاره کرد.
سازمان میراث فرهنگی این کاروانسرا را در تاریخ ۱ مهر ۱۳۸۲ با شمارهٔ ثبت ۱۰۴۰۸ به فهرست آثار ملی ایران افزود. پس از ثبت ملی بنا در ۱۳۸۲ مرمت اضطراری در آن آغاز شد، که تا سال ۱۳۸۵ ادامه داشته است.

## نام و پیشینهٔ ساخت

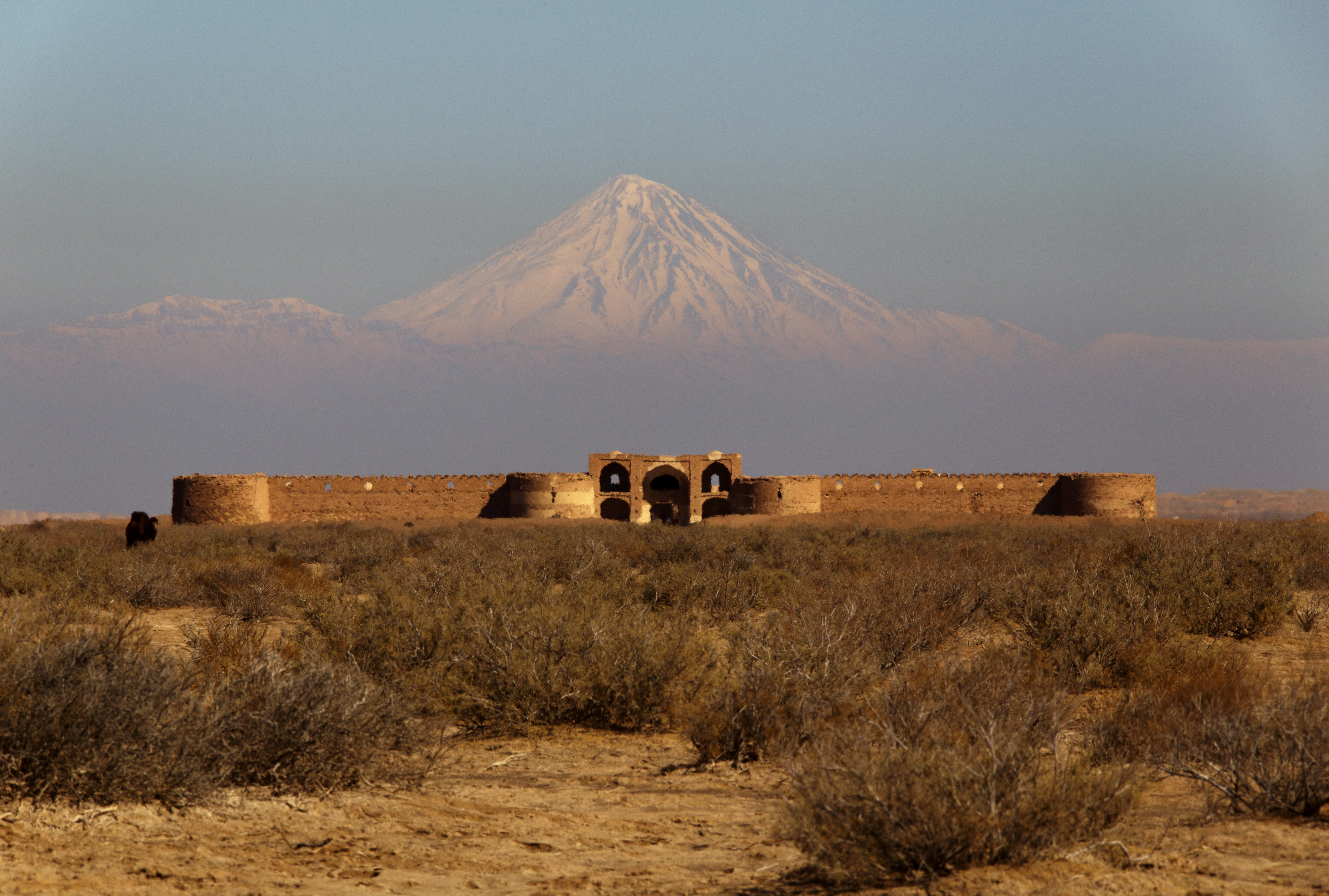
دیرگچین

شمس قیس رازی در المعجم فی معاییر اشعار العجم کلمه دیر را در زبان پهلوی به معنای گنبدی دانسته است که برای عبادت ساخته باشند و می‌گوید این بنا را به این خاطر دیر گچین نامیده‌اند که گنبدی از جنس گچ داشته است، گرچه امروزه چنین گنبدی در بنا وجود ندارد. مهرداد شکوهی معتقد است گرچه دیر در عربی به معنای «صومعه» و «نوانخانه» به‌کار می‌رود، اما اصطلاحی نوعی است برای اشاره به «کاروانسرا». علاوه براین، براساس آنچه در برهان قاطع و فرهنگ آنندراج آمده، معنای «گنبد» و «آتشکده» نیز از این‌کلمه برمی‌آید. علی‌اشرف صادقی اما معتقد است در زبان پهلوی کلمهٔ «دیر» وجود ندارد و این کلمه عربی است، ولی در زبان فارسی به معنای گنبد به کار رفته است. او اضافه می‌کند احتمالاً در دوره ساسانی نام این بنا «گنبد اردشیر» بوده و بعدها، در دوره اسلامی، نام دیر را به این رباط داده‌اند.
به این کاروانسرا به‌دلیل موقعیت خاصی که در نیمهٔ راه مسیر قدیم ری به اصفهان داشته، در بسیاری از کتب تاریخی و سفرنامه‌ها اشاره شده و از آن با نام‌های دیر کرداشیر، دژ کِردشیر، گردشیر دیرالجص، قصرالجص، دیر جص، دیر گچ، دیر کجین و رباط دیرگچی یاد شده است. قدیمی‌ترین ضبط فارسی نام این مکان به صورت «دیر کجین» در کتاب الأعلاق النفيسة اثر ابن رُسته اصفهانی (درگذشته بعد از ۲۹۰ هجری قمری) آمده است.
ساخت دیر گچین به اردشیر بابکان (یا اردشیر اول، حاکم از ۲۲۴ تا ۲۴۱ میلادی) نسبت داده شده و به همین علت کِردشیر نیز نامیده شده است. ولادیمیر مینورسکی نیز پیشنهاد داده است که کردشیر به معنای ساخته شده به دست اردشیر است. یعقوبی ساخت بنا را به انوشیروان نسبت می‌دهد. در تاریخ قم نوشته حسن بن محمد قمی، ساخت این بنا به انوشیروان نسبت داده شده، اما از متن چنین برنمی‌آید که او بنای اولیه را ساخته باشد، بلکه ظاهراً بنا در ابتدای دوران ساسانی (اردشیر اول) ساخته شده و در دوران انوشیروان بازسازی شده است. به گفته قمی، پادشاه روم گروهی از عمالقه را، که بازماندهٔ قوم عاد بودند و جثهٔ بزرگ داشتند، برای انوشیروان فرستاد و او آن‌ها را به ساخت این بنا گماشت.

## موقعیت و اهمیت

راه‌های میان ری و قم و کاروانسراهای میان آن. برگرفته از کتاب «کاروانسراهای ایران و ساختمان‌های کوچک میان راه‌ها» اثر ماکسیم سیرو (۱۹۴۸).

کاروانسرای دیر گچین، یکی از بزرگ‌ترین کاروانسراهای ایران، در مرکز پارک ملی کویر واقع شده است. ویژگی‌های منحصربه‌فرد این کاروانسرا باعث شده آن را «مادر کاروانسراهای ایران» بنامند.
محل قرار گرفتن دیر گچین در راه باستانی ری به اصفهان از دیرباز کانون تجمع خطوط ارتباطی میان شرق و غرب بوده و راه‌های مناطق شمالی، غربی، جنوبی و شرقی به ری، در این نقطه تلاقی می‌کرده‌اند. در دوران مادها و هخامنشیان، این نقطه ارتباط میان ایالت‌های شرقی و شمالی را با جنوب و غرب برقرار می‌ساخته و اهمیت دفاعی نیز داشته است. در دوران سلوکی، پارتی، و ساسانی بر اهمیت تجاری این محل افزوده شده و بخشی از جاده ابریشم به‌حساب می‌آمده، که از تیسفون تا بلخ و سمرقند و بخارا امتداد داشته است. این مسیر از پایتخت چین (شی‌آن) آغاز می‌شده و با گذر از ختن و کاشغر، به ری و محل دیر گچین می‌رسیده است و از آن‌جا از طریق ساوه یا قزوین، به کرمانشاه و همدان و سپس به تیسفون و بابل می‌رسیده و از آن‌جا به انتاکیه در سواحل مدیترانه می‌رفته است. این راه همین‌طور بر سر جادهٔ خراسان بزرگ قرار داشته، که مسیر تجاری و راه کاروان‌های حج در دوران اسلامی بوده است. به گفتهٔ یعقوبی، راه‌ها به ری و اصفهان و کرج و همدان، از قم جدا می‌شده و بدون وجود کاروانسرای دیر گچین، عبور از بیابان بین ری و قم ممکن نبوده است. به گفتهٔ تاریخ جهان‌آرای عباسی، شاه اسماعیل یکم نیز، در لشکرکشی‌های ۹۳۰–۹۰۷ هجری قمری، برای لشکرکشی از فارس به فیروزکوه و مازندران، از این محل گذشته است. این مسیر از زمان صفویه با نام «راه دیر» شناخته می‌شده است.
راه دیر در عصر اسلام تا پایان صفویه نیز راهی معتبر و مورد استفاده بوده است؛ ابودلف این بنا را «حصن» (به معنای دژ) خوانده که نشان‌دهنده اهمیت نظامی این بناست. اصطخری و مقدسی هم در دورهٔ آل بویه به این دیر اشاره می‌کنند. در سده‌های پنجم و ششم هجری قمری و در دوران سلجوقیان نیز به آن اشاره شده و ذکر شده که مختص‌الملک کاشی، وزیر سلطان سنجر، آن را بازسازی کرده است. خواجه نظام‌الملک طوسی در سیاست‌نامه (۴۷۹ هجری قمری) می‌گوید گروهی از سربازان دولتی در دیر مستقر بودند تا کنترل مسیر را در نزدیکی سیاه‌کوه و کرکس‌کوه (در مجاورت حوض سلطان)، که به گروه‌های سارق و دزدان شهره بوده است، حفظ کنند. دیر گچین بار دیگر در دوران صفویه بازسازی شده و تا اواسط دوران قاجار نیز از آن استفاده می‌شده است، چنان‌که در کنار آن بقایای کاروانسرایی خشت‌وگلی وجود دارد که مربوط به دوران قاجار است. سرانجام این مسیر با احداث جادهٔ جدید تهران، ری، قم (حسن‌آباد) در ۱۲۴۶ هجری قمری متروک شد.
پس از متروک شدن راه دیر، کاروانسرای دیر گچین نیز فراموش شد. به گفته مهرداد شکوهی، مینورسکی در ۱۹۵۵ به این مکان توجه کرد و به مطالعه متونی که در مورد آن نوشته شده بود، پرداخت. او چنین نتیجه گرفت که ویرانه‌های کاروانسرایی که توسط الکساندر فریدریش اشتال در دو پنجم گذشته از مسیر ری به قم و درست در جنوب و میان دو تپه یافته شد، احتمالاً ویرانه‌های دیر گچین بوده‌اند. در ۱۹۷۰، حسین کریمیان با انتشار کتاب تاریخ ری باستان، یافته‌های تاریخ‌دانان دیگر را در مورد دیر منتشر کرد و نشان داد که وجود امروزی دیر همچنان برای محققان ناشناخته بوده است. در ۱۹۷۶، مدرسی طباطبایی در کتاب راهنمای جغرافیای تاریخی قم، قسمت‌هایی از رساله ذهابیه یا علی‌آبادنامه اثر محمدکاظم‌خان کاشانی مربوط به دوران قاجار را ذکر کرد که در آن مشخصات کاروانسرایی در نزدیکی علی‌آباد آمده است. طباطبایی ادعا می‌کند که این کاروانسرا همان دیر گچین است. نویسنده رساله ذهابیه نیز مدعی است که از مصالح دیر گچین برای ساختن مهمان‌خانه علی‌آباد استفاده شده و به این واسطه دیر گچین ویران شده است. بااین‌همه به نظر می‌رسد کاروانسرای مورد اشاره دو نویسنده اخیر، کاروانسرای سنگی علی‌آباد باشد نه دیر گچین. به گفته شکوهی، اهالی منطقهٔ دیر گچین آن را به نام «دیر» می‌شناسند.

## راه‌های میان ری و قم

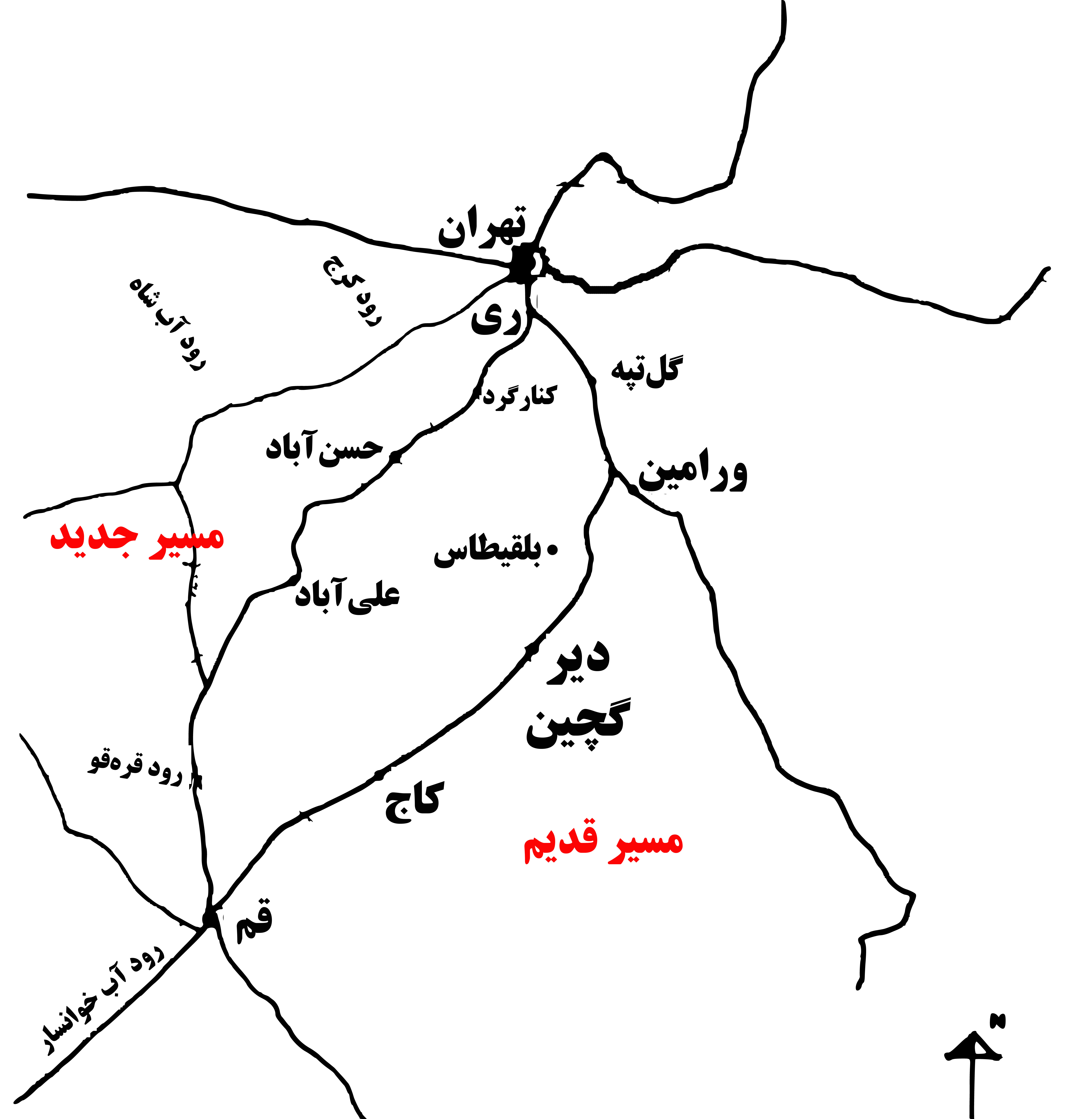
مسیر قدیم، مسیر دیر گچین است و مسیر جدید، مسیر حسن‌آباد که در دوره قاجار ساخته شده است.

قدیمی‌ترین متنی که از راه ری به قم در آن صحبت شده است، کتاب الأعلاق النفيسة اثر ابن رُسته اصفهانی (درگذشته بعد از ۲۹۰ هجری قمری) است. طبق گفته او از قم تا قاریس یک منزل (به معنای خانمان) به طول هشت فرسنگ، از قاریس تا دیر گچین نُه فرسنگ، از دیر تا دزه یک منزل و از دزه تا ری نیز یک منزل بوده است. ابن رسته در جای دیگری از کتاب فاصله دزه تا ری را هفت فرسنگ گفته اما اشاره‌ای به فاصلهٔ دیر گچین تا دزه نکرده است. اصطخری و بازدیدکنندگان بعدی این بنا از قاریس نامی نبرده‌اند، و به‌جایش از روستایی بدون سکنه به‌نام کاج نام برده‌اند. این روستا بعدها احیا شده و همچنان وجود دارد.
طبق گفته‌های اصطخری، مقدسی، و ابن حوقل منازل میان ری و قم در این راه باستانی به این صورت بوده‌اند:
مسیر دیر گچین از ری تا دزه (در حدود ورامین) یک منزل و از دزه تا دیر گچین یک منزل و از دیر گچین تا ده کاج یک منزل و از آن‌جا تا دیه مجوس یک منزل و از آن‌جا تا قم نیز یک منزل راه بوده و این راه مجموعاً دارای پنج منزل بوده است. راه‌های دیگر این مسیر به این صورت بوده‌اند:
1. جادهٔ شاه‌عباسی، که از گرمسار به کاروانسرای سیاه‌کوه و سپس به شمال دروازه امام رسیده، از آن‌جا و از کنارهٔ شمالی دریای نمک به پل دلاک، کوه‌سفید، قمرود، و از آن‌جا به قم منتهی می‌شده است؛
2. جادهٔ باستانی ری به دیر گچین، که از شمال‌غرب دریاچه نمک با جادهٔ شاه‌عباسی یکی می‌شد و از طریق پل دلاک، کوه‌سفید، و قمرود به قم می‌رسید؛
3. مسیر ری به کهریزک، کنارگرد، قلعه حوض سلطان (شمال دریاچه حوض سلطان)، قلعه حیدرآباد (جنوب دریاچه) و از پل دلاک، کوه‌سفید، قمرود به قم می‌رسیده است؛
4. جادهٔ ری به حسن‌آباد، قلعه‌سنگی، کوشک نصرت، منظریه به قم.

راه دیر گچین قدیمی‌ترین راه و راه حسن‌آباد جدیدترین آن‌هاست.

## اقلیم

سراسرنمایی در شب از بام کاروانسرای دِیرِ گچین. قدمت این کاروانسرا به دورهٔ شاهنشاهی ساسانی می‌رسد.

دیر گچین اقلیمِ بیابانیِ خشک دارد که گرمای شدید و اختلاف دمای زیاد بین روز و شب از ویژگی‌های آن است. بارش سالانه این منطقه ۴۰ تا ۵۰ میلی‌متر است؛ بنابراین تنها گیاهان قادر به رشد در این منطقه، گیاهان مقاومی چون گز و تاغ هستند و کشاورزی امکان‌پذیر نیست. این ناحیه جزء حوضه رسوبی بسته کویر بزرگ نمک بوده که دارای زیرحوضه‌هایی چون دریاچه حوض‌سلطان و غرب دریاچه نمک است. وجود سفره‌های زیرزمینی باعث می‌شود موادِ نمکیِ لایه‌هایِ رسوبی به سطح زمین بیایند. فرایند بالا آمدن آب و تبخیر آن در این لایه‌ها در مجاورت گاز کربنیک، اسید می‌سازد که با ترکیب مجدد با این رسوبات، نمک‌های تازه‌ای تشکیل می‌شود. این فرایندها یکی از علل خوردگی و فرسایش پایه‌های دیوار دیر گچین در طول زمان بوده است. از آن‌جا که ارتفاع این ناحیه نسبت به فلات ایران کم است (۸۰۰ متر در مقایسه با ارتفاع ۲۰۰۰ متری فلات ایران)، تقریباً از دوران چهارم زمین‌شناسی، دچار تحولات زمین‌شناختی نشده، و تغییر شکل آن تنها در اثر فرسایش و رسوب رودهای کرج، شور، قره‌چای، و قم‌رود است.

## ساختمان

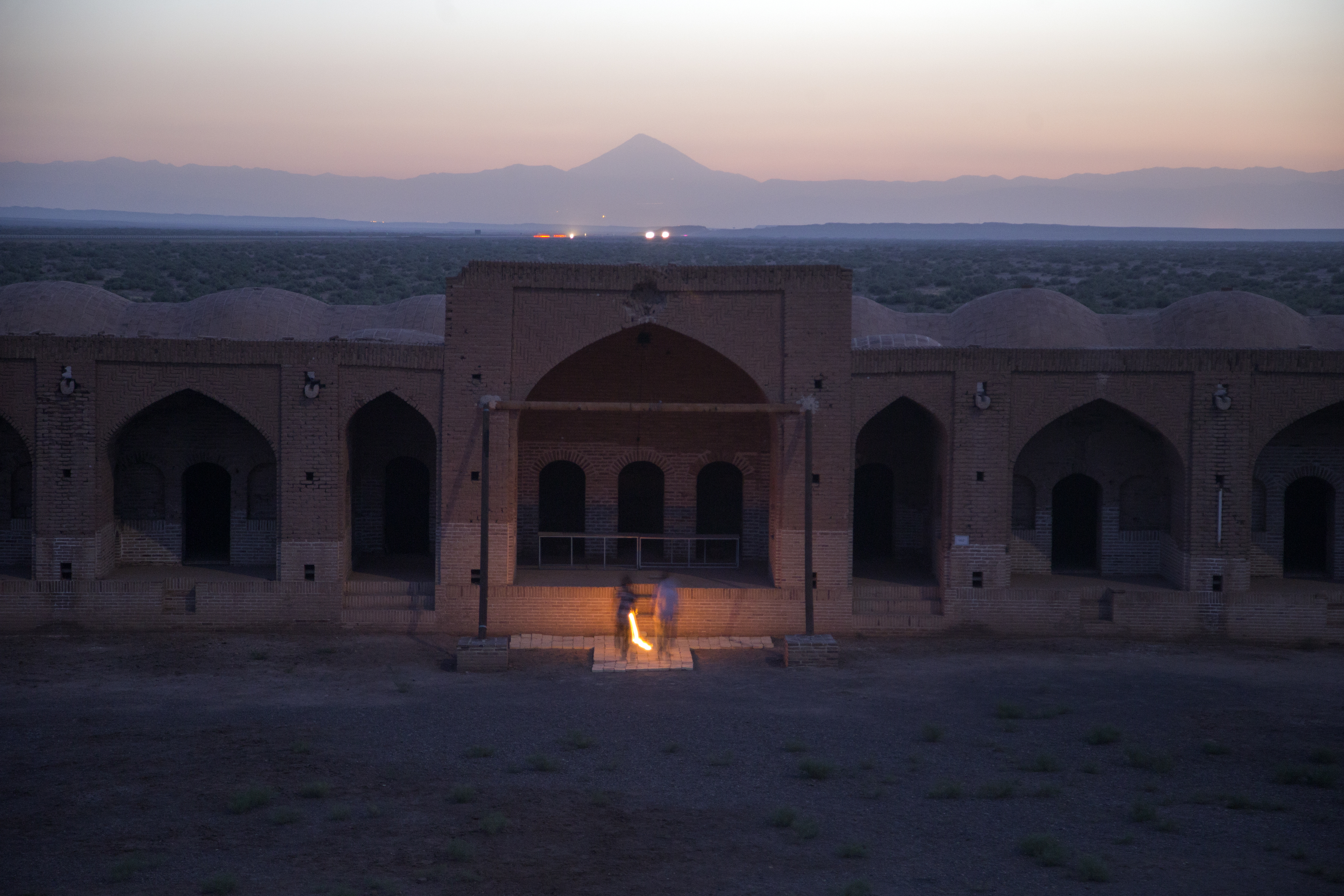
نمایی از شاه‌نشین شمالی کاروانسرا و کوه دماوند در پشت آن.

بنای کاروانسرا مربعی است با ابعاد ۱۰۹ × ۱۰۸ متر و مساحت حدودی ۱۲٬۰۰۰ متر مربع، که چهار برج گرد در گوشه‌ها و دو برج با قاعده نیم‌بیضی در دو سوی سردر اصلی‌اش دارد که در وسط دیوار جنوبی جای گرفته است. معماری این بنا به صورت چهار ایوانی است و شامل ۴۴ اتاق مسکونی (حجره)، ۴ تالار بزرگ (اصطبل)، مسجد، شبستان خصوصی (دستگاه مستقل و بخش اعیانی)، انبار علوفه، آسیاب، و حمام و توالت می‌شود. مصالح به‌کاررفته در دیر گچین آجر، آهک، خشت و گچ است. از سنگ فقط در آسیاب، محرابِ مسجد، و بالای دروازهٔ ورودی استفاده شده است که اکنون وجود ندارند. در این بنا از چوب استفاده نشده است و حجره‌ها بدون در و پنجره‌اند، اما احتمالاً دروازه آن چوبی بوده است که اکنون اثری از آن نیست.
دیوارهای خارجی و برج‌ها بیش از سه متر ضخامت دارند و در برابر حملات و خطرات طبیعی مقاومند. حیاط داخلی، مربعی است با ابعاد ۶۹ × ۶۹ متر و مساحت بیش از ۴۷۰۰ متر مربع، که در هر ضلع آن یک ایوان و ۱۰ حجره (اتاق) قرار دارد. هر حجره، ایوانی کوچک دارد به ارتفاع تقریبی ۱ تا ۱٫۵ متر، که برای سهولت پیاده و سوار کردن بار مسافران تعبیه شده و نمای داخلی ساختمان را مفصل‌بندی کرده‌اند.
در شکل مربعی این کاروانسرا، عناصر ثابت (تکرارشونده) یعنی حجره‌ها و ایوان‌های اصلی را در طول اضلاع کنار هم چیده‌اند و عناصر ناپایدار (فضاهای منفرد) در چهار گوشه مربع و نقاط میانی اضلاع؛ به این ترتیب که در میانهٔ ضلع جنوبی، دروازهٔ اصلی قرار گرفته و در میانهٔ اضلاع دیگر، ایوان‌ها یا شاه‌نشین‌ها. در چهارگوشهٔ بنا نیز فضاهای خدماتی قرار گرفته‌اند. در گوشهٔ سمت راست ضلع جنوبی، مسجد و در گوشه سمت راست ضلع شمالی، شبستان خصوصی یا دستگاهِ مستقل قرار گرفته است. در گوشهٔ سمت چپ ضلع جنوبی، حمام و در گوشه چپ ضلع شمالی، انبار علوفه و آسیاب قرار گرفته است.
ایوان یا شاه‌نشین ضلع شمالی بنا مفصل‌تر از بقیه ایوان‌هاست و در پشتش، سرسرایی با سه حجره قرار دارد. در پشت اتاق‌های هر ضلع، اصطبل‌هایی قرار دارند که به شکل دالانی دراز با طاق‌های ضربی ساخته شده‌اند و با دو خروجی به حیاط متصل می‌شوند.

## فضاهای داخلی

### فضاهای تکرارشونده

پلان کاروانسرای دیر گچین (۱. مجموعه ورودی در ضلع جنوبی ۲. حمام و توالت ۳. آسیاب ۴. شبستان خصوصی ۵. مسجد).

تعداد ۴۴ حجره و اتاق مسکونی در کاروانسرا وجود دارد که تقریباً یک‌شکل هستند. در هر اتاق، ۹ تاقچه هست که در ارتفاع یک متری از کف قرار گرفته‌اند. ورودی اتاق‌ها کوچک است و در بالا هلالی‌شکل می‌شود، که برای حفظ گرما مناسب است. در ضلع مقابل در ورودی اتاق‌ها نیز یک اجاق وجود دارد. اتاق‌ها پنجره‌ای رو به اصطبل‌ها ندارند. هر اتاق ایوانی کوچک دارد و در دیوارهای بین ایوان‌ها، سوراخ‌هایی به عنوان مال‌بند هست و مسافران می‌توانسته‌اند پیش از انتقال چهارپا به اصطبل، آن را مقابل حجره تیمار کنند. دیوار ایوان‌ها نیز مانند اتاق‌ها تاقچه‌های متعدد دارد و در آن‌ها نیز یک اجاق تعبیه شده است. درون اصطبل‌ها نیز ۶۶ ایوان یا سکوی کوچک وجود دارد که برای استقرار خدمه کاروان بوده است. اندازهٔ این سکوها با هم یکی نیست و براساس استقرار فردی یا گروهی متغیر است و در سکوهایی که ارتفاع مناسبی از کف اصطبل دارند، مانند اتاق‌ها یک اجاق وجود دارد.

### شبستان خصوصی

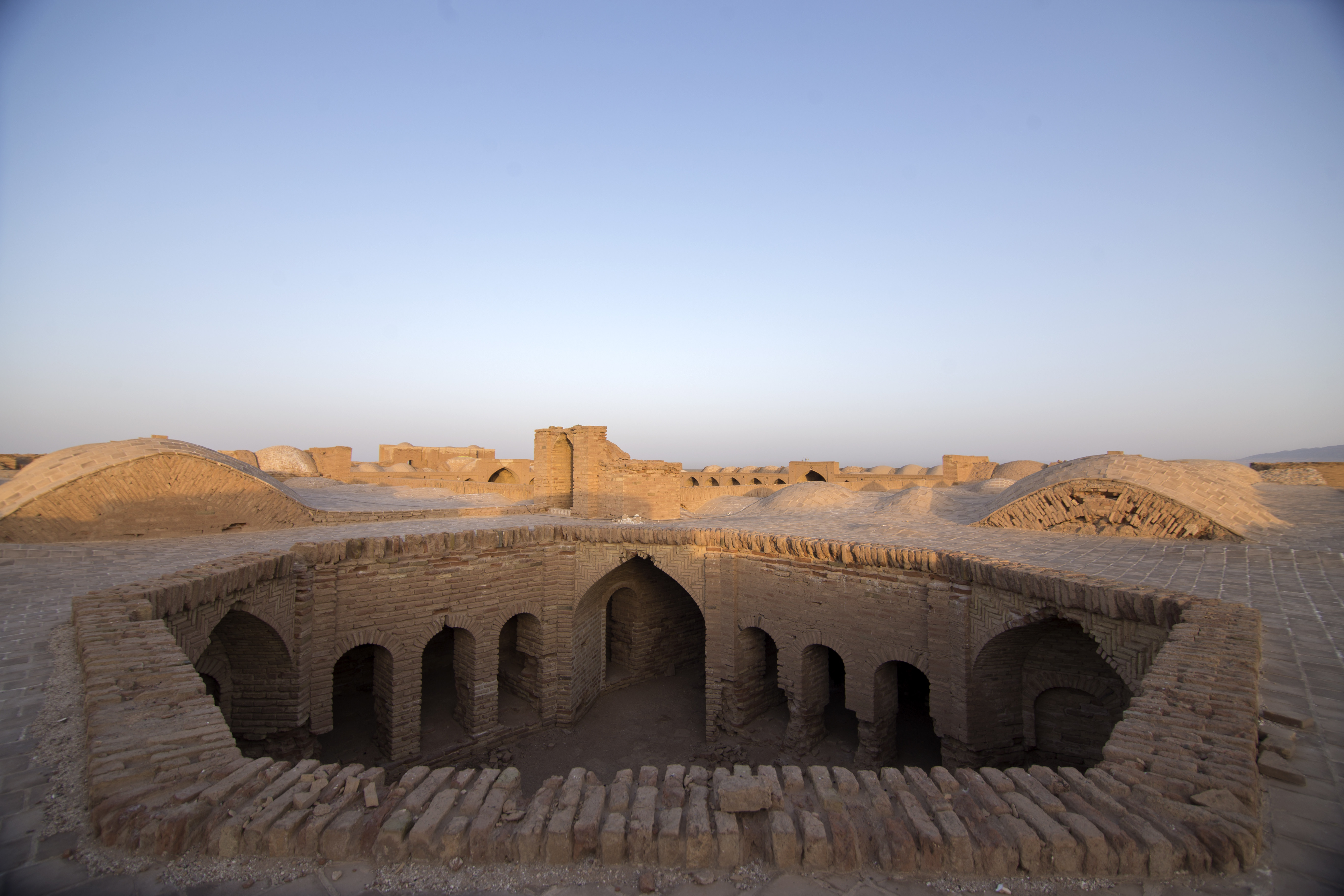
شبستان خصوصی یا دستگاه مستقل؛ بخش اعیانی کاروانسرا.

در گوشهٔ شمال‌شرقی بنا، یک شبستانِ مستقل با حیاطی هشت‌ضلعی وجود دارد. این ساختمانِ با طراحی ویژه و تجهیزات کامل، اعیانی‌ترین بخش کاروانسراست و محل سکونت افراد سلطنتی و عالی‌رتبه بوده است. تاقچه‌های چهارگوشه این بنا طرح نیمه‌هشت‌ضلعی دارند. از آن‌جا که طرح هشت‌ضلعی از خصوصیات معماری ساسانی نیست، مشخص است که این قسمت کاروانسرا در دوران اسلامی ساخته شده است. بازسازی این بنا، یافتن طرح ساسانی این بخش یا هدف آن را غیرممکن کرده است. حیاط هشتی این شبستان یکی از دو قسمت بناست که مسقف نیست (بخش نامسقف دیگر، حیاط کنار حمام است).

### مسجد

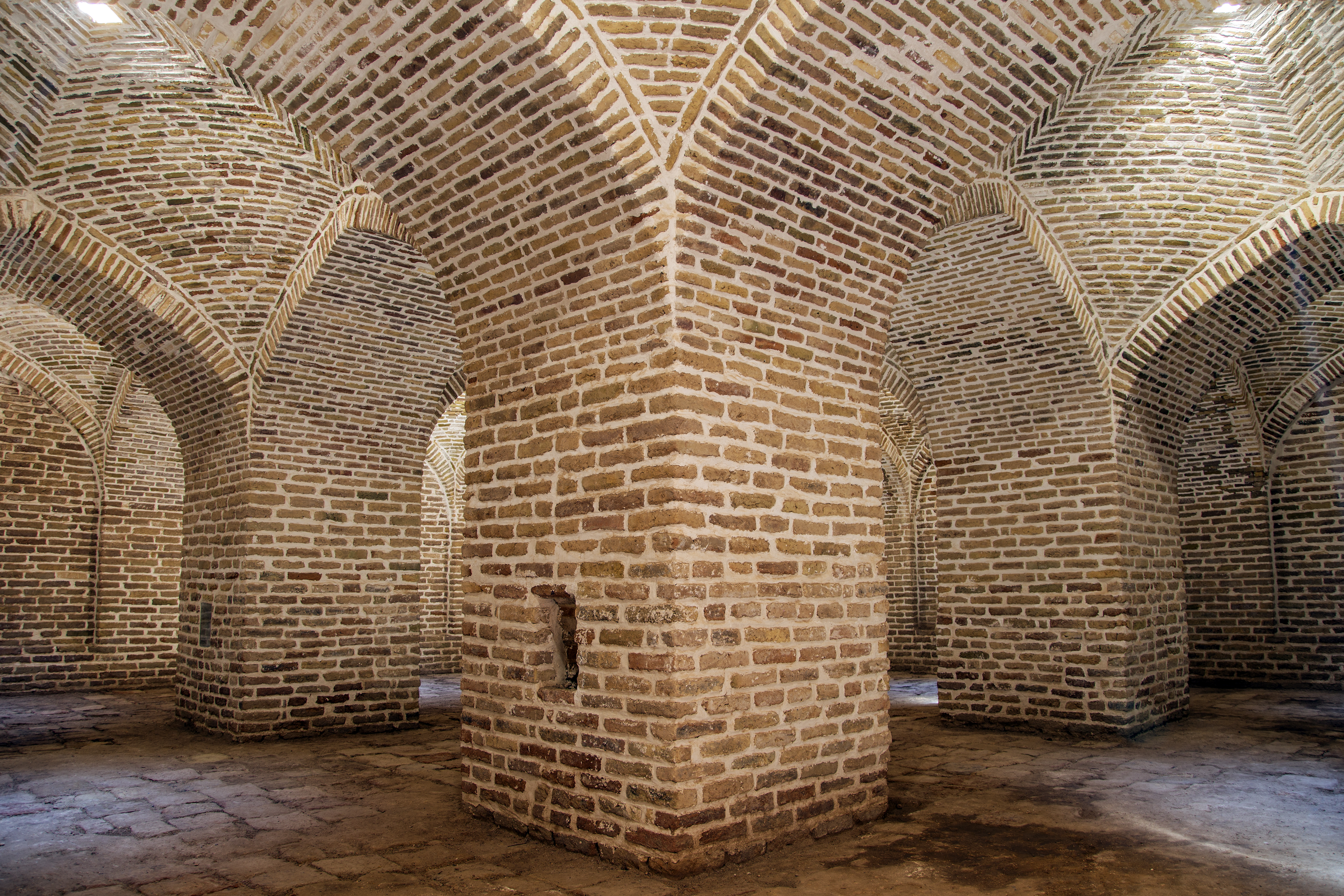
مسجد کاروانسرا و نمایی از سه ستون از چهار ستون آن که تشکیل یک چهارطاقی می‌دهند.

مسجد بنا در گوشهٔ سمت راست ضلع جنوبی قرار دارد. اضلاع آن ۱۵٫۵ × ۱۵ متر است و چهار ستون به ابعاد ۱٫۵ × ۱٫۵ متر دارد. به گفتهٔ مهرداد شکوهی در دانشنامه ایرانیکا، این چهار ستون تشکیل یک چهارطاقی می‌دهند که سقف این بنا در دوران اسلامی، بازسازی شده است. این احتمال وجود دارد که این مسجد در محل آتشکده‌ای ساسانی ساخته شده باشد. با بررسی ستون‌ها مشخص می‌شود که آن‌ها را تا ارتفاع یک‌متری با آجرهای بزرگ و ملات گچ و خاک ساخته‌اند. منطقی است که فرض شود روی این چهار ستون گنبدی وجود داشته و فضای اطراف ستون‌ها برای تطوف موبدان دور آتش استفاده می‌شده است. در مسجد هیچ‌گونه تزییناتی دیده نمی‌شود. در میانهٔ ضلع جنوبی مسجد، که به سمت قبله است، جایگاه یک محراب وجود دارد.

### حمام و توالت
حمامِ کاروانسرا در گوشهٔ سمت چپ ضلع جنوبی واقع شده است و به اندازهٔ مسجد مساحت دارد. این قسمت نسبت به کل بنا فرسایش بیشتری داشته و بیشتر تخریب شده است. سقف آن از بین رفته است و برخی دیوارهایش فروریخته‌اند. این حمام شامل فضاهایی مانند رختکن، گرمخانه، و دو خزینه با طاق‌های قوسی است. در کنار حمام حیاط چهارگوشی هست که راهی به حمام ندارد و به یکی از اصطبل‌ها متصل است. احتمالاً این فضا آشپزخانه کاروانسرا بوده است. شواهد نشان می‌دهد حمام دیر در دوران صفویه ساخته شده است. مهرداد شکوهی معتقد است گرچه حمام با آجرهای ساسانی ساخته شده، اما نقشهٔ هشت‌ضلعی آن و طاق‌های چهارمرکزی‌اش ریشهٔ اسلامی دارند. سه‌گوش موجود در طاق حمام مربوط به دوران اسلامی اولیه است و بعدها استفاده از آن در ایران منسوخ شد. تنها در دوران قاجاریه استفاده از این تکنیک دوباره رایج شده است؛ بنابراین به‌نظر می‌رسد بنای کنونی حمام در دوران قاجار (سده نوزدهم میلادی) ساخته شده باشد.
سرویس‌های عمومی (بهداشتی) نیز به دو فضا تقسیم شده‌اند. یکی فضای حوض‌خانه که حوض آبی در وسط آن قرار گرفته و ارتفاع آن در حدود ۴۰ سانتی‌متر است. در قسمت غربی این فضا، سکویی به ارتفاع یک متر قرار دارد که با چند پله به بام می‌رسد. در این فضا، دو چاه فاضلاب و آب تعبیه شده که چاه آب، تأمین‌کننده آب سرد حمام نیز بوده است. فضای دیگر که توالت‌ها هستند، ۶ چشمه بوده و به‌واسطه یک دیوار از حمام جدا شده است.

### آسیاب
در گوشه شمال غربی بنا (در مجاورت شاه‌نشین ضلع شمالی) اصطبل‌های جانبی با هم تلاقی می‌کنند و با دیواری از هم جدا شده‌اند. در کنار این دیوار، فضایی وجود دارد که ظاهراً محل آسیاب کاروانسراست و با نیروی چهارپایان کار می‌کرده است. این دیوار جداکننده ظاهراً در زمان قاجار ساخته شده است. از این نظر شاید بتوان گفت که آسیاب نیز از ابتدا وجود نداشته و بعداً به بنا اضافه شده است.

### فضاهای دامی
فضاهای دامی و اصطبل‌ها، پشت اتاق‌ها قرار گرفته‌اند و ورودی آن‌ها به شکل حرف لاتین ال (L) است تا در صورت فرار حیوانات، خروج آن‌ها به راحتی صورت نگیرد. اصطبل‌ها مسقف هستند و نور آن‌ها از نورگیرهایی در سقف تأمین می‌شود. عرض آن‌ها نیز به اندازه‌ای است که دو شتر با بار از کنار هم عبور کنند. در این کاروان‌سرا تمام حیوانات در کنار هم بوده‌اند و جایگاه اختصاصی برای انواع مختلف حیوانات وجود نداشته است.

### فضاهای امنیتی

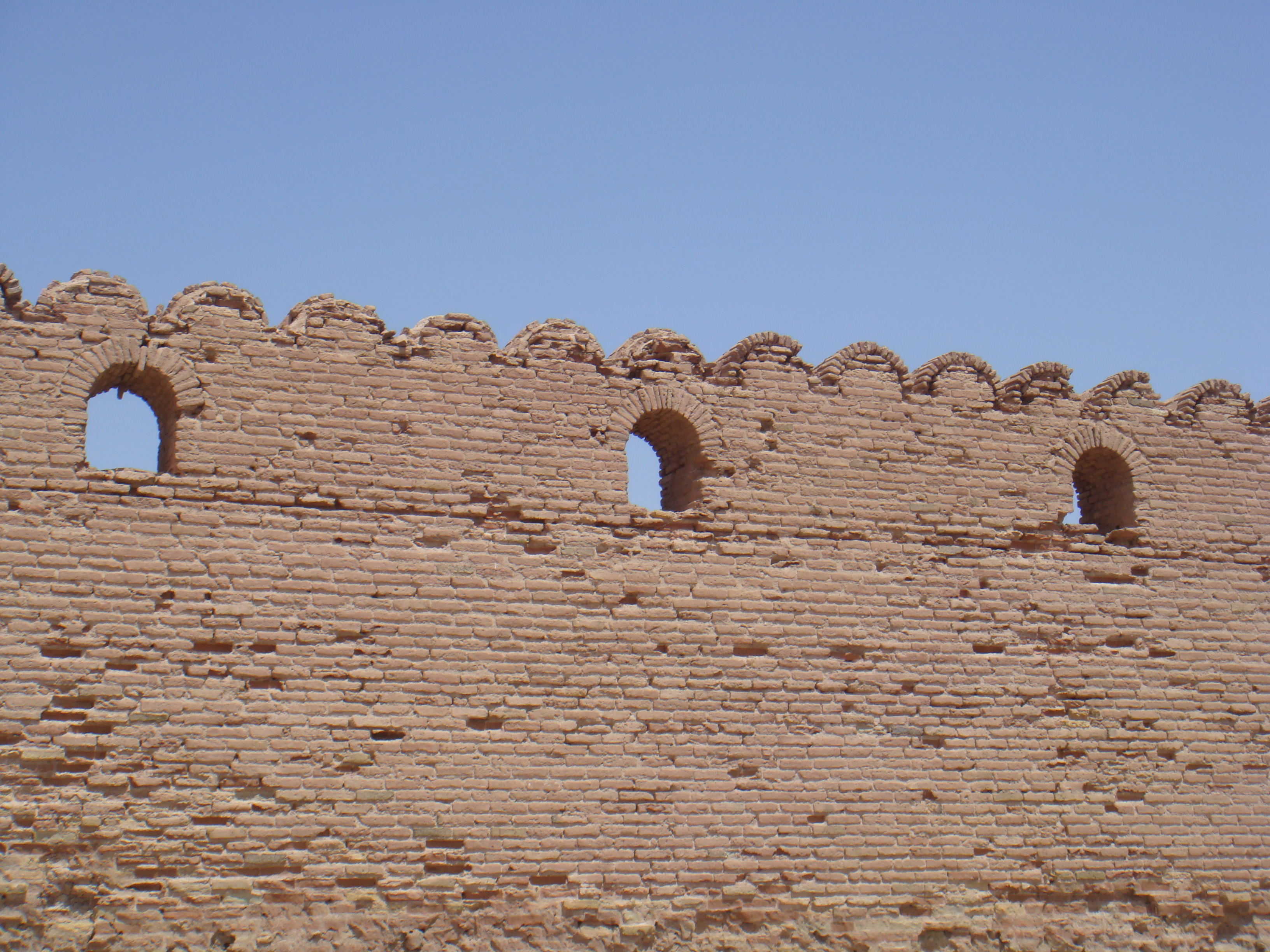
نمایی از بخشی از دیوار کاروانسرا و جزئیات آن.

این فضاها شامل مجموعهٔ ورودی، برج‌ها، و نیز دیوارهای کنگره‌دار خارجی می‌شود و کارکرد آن‌ها تأمین امنیت کاروانسراست. مجموعهٔ ورودی این بنا عظیم و بارز است و در ضلع جنوبی ساختمان قرار دارد. این مجموعه شامل دروازه ورودی، هشتی، و اتاق‌هایی در دو طرف دروازه است. ارتفاع این مجموعهٔ هشت‌اتاقی حدود ۱۵ متر است که از باقی کاروانسرا بیشتر بوده، و تنها جای کاروانسراست که به صورت دوطبقه ساخته شده است. این اتاق‌ها دسترسی مستقیم به حیاط ندارند و احتمالاً محل استقرار اعضاء و نگهبانان دائمی کاروانسرا بوده‌اند. فضای انتقالی از اتاق‌ها به مجموعه دروازه و سپس حیاط، هشتی‌ای است که ضمن جداکردن این دو فضا از هم، حصاری هم در برابر سرما و نور خورشید بوده است. بر فراز مجموعهٔ ورودی محلی است که احتمالاً جایگاه لوحه یا کتیبهٔ کاروانسرا بوده که اکنون اثری از خود کتیبه نیست. دو حجره نیز با کاربرد فروش مایحتاج بیرون دروازه و در دو طرف مجموعهٔ ورودی وجود دارد.

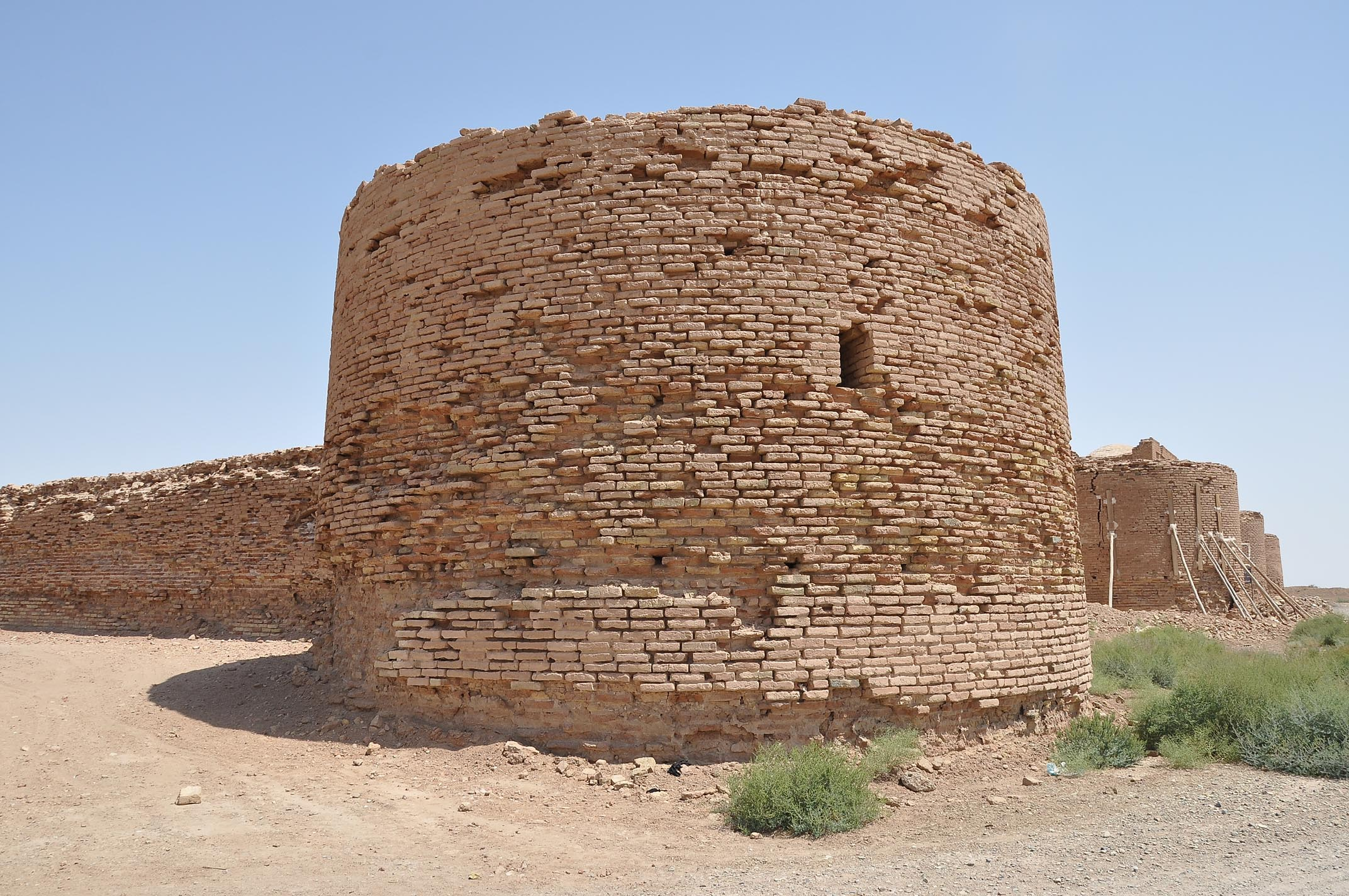
نمایی از یکی از برج‌های دیر گچین

در دیر گچین چهار برج بزرگ در چهارگوشه و دو نیم‌برج در دو سوی دروازهٔ اصلی قرار دارد. دیوار برج‌ها و دیوارهای محافظ بیش از سه‌متر ضخامت دارند. این ضخامت و استحکام قابل توجه، باعث می‌شد قلعه بتواند در برابر نیروهای نظامی مقاومت کند و در عین حال، اصلی‌ترین عامل محاصره بوده است. این دیوارها همچنان تا ارتفاع سقف بنا با آجرهای اصلی (از دورهٔ ساسانی) پابرجا هستند. بالاتر از سطح سقف بنا، سوراخ‌هایی در دیوار وجود دارد که برای نبرد استفاده می‌شده‌اند و با آجرهای اصلی ساخته شده‌اند. از این برج‌ها برای نگهبانی و همین‌طور روشن کردن مشعل برای پیدا کردن محل کاروانسرا در شب استفاده می‌شده است. به گفتهٔ دانشنامه تاریخ اسلام، می‌توان چنین تصور کرد که در دوره ساسانیان، بر فراز این چهار برج عظیم گنبدی وجود داشته است.

## بناهای بیرونی

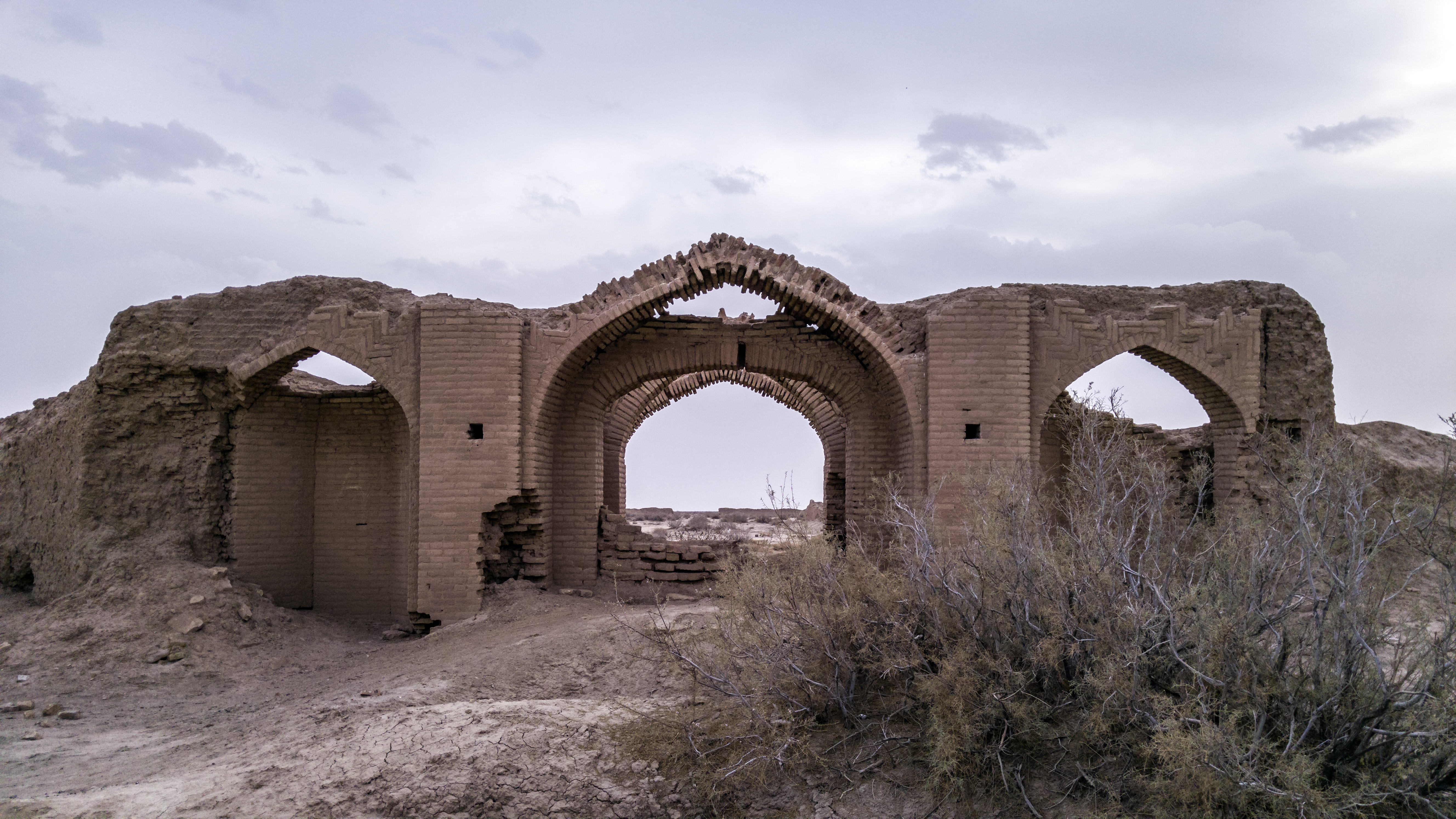
کاروانسرای خشتی-گلی نزدیک دیر گچین که در زمان قاجار ساخته شده است.

در اطراف کاروانسرای دیر گچین تعدادی بنا به صورت مجموعه وجود دارد. مانند دو آب‌انبار در پشت ضلع غربی و نزدیک به حمام، یک کوره آجرپزی، یک آب‌بند و قبرستانی در ضلع جنوب غربی که روی قبرهایش را با آجر پوشانده‌اند و به دوران اسلامی تعلق دارد. عبدالحسین گردنیا به بقایای آتشکده‌ای در غرب کاروانسرا اشاره می‌کند که بنایی است گوشه‌دار و چهارگوش شبیه سایر آتشکده‌های ساسانی که هر ضلع آن حدود شش متر است. در ۵۰۰ متری شرق کاروانسرا، بنایی خشتی گلی به شکل یک قلعه وجود دارد که فقط یک دروازه ورودی دارد و بنای آن به دوره قاجار مربوط است. بیشتر این بنا اکنون ویران شده است.

### تأمین آب
مقدسی و اصطخری هردو به چاهی با آب شور در داخل دیر و دو محفظه سنگی نگهداری آب (آب‌انبار) در بیرون دیر اشاره کرده‌اند. درحال حاضر اثری از چاه آب نیست اما دو آب‌انبار در غرب کاروانسرا وجود دارد. گنبد سقف آن‌ها مسطح اما از نیم‌رخ تیز هستند و از آجرهای ساسانی ساخته شده‌اند. با این‌که ساخت این سقف‌ها مربوط به بنای اولیه نیست و تکنیک چنین سقف‌هایی مربوط به دوران اسلامی متأخر است، این آب‌انبارها باید در دوران اسلامی بازسازی شده باشند. یکی از این آب‌انبارها شرایط خوبی دارد و دیگری از ماسه پر شده و مخروبه است. به گفته مهرداد شکوهی، هنگام بازدید او از بنا، آب‌انبار سالم پر از آب بوده و کاروان‌های عبوری هنگام استراحت در کنار دیر، از آن استفاده می‌کرده‌اند.

## تاریخ ساختمان

نمای احتمالی ضلع جنوبی کاروانسرا در دوران ساسانی در مقایسه با نمای کنونی بازسازی‌شده در دوران سلجوقی و صفوی.

بررسی ساختار بنا نشان می‌دهد که بخش‌هایی از این کاروانسرا به دوران ساسانی تعلق دارد. آجرهای قرمزرنگ دیوارهای پیرامونی و برج‌ها، که ابعادشان ۳۶ × ۳۶ × ۸ سانتی‌متر است و با ملات گچ در جای خود قرار گرفته‌اند، و پوشش گنبدی بدون تیزه هر شش برج کاروانسرا از ویژگی‌های معماری ساسانی است. راهروهای دسترسی به برج‌ها نیز دارای طاق ضربی به شیوهٔ معماری ساسانی است؛ بنابراین می‌توان گفت طرح کلی بنا، شامل برج‌ها و چهاردیواری آن، از دوران ساسانی بی‌تغییر باقی مانده است. چهار ستون نمازخانه یا مسجد تا یک متر و کنگره‌های بزرگ روی دیوارها نیز از آجرهای بزرگ ساسانی با دندانه‌های منحنی ساخته شده‌اند، گرچه در دوران اسلامی بازسازی شده‌اند.
خاستگاه ساسانی این بنا در متون تاریخی متعددی گزارش شده است. به گفتهٔ مهرداد شکوهی، یکی از مشکلات بزرگ بررسی این بنا دریافتن این نکته است که چقدر از نقشهٔ کاروانسرا اصالت ساسانی دارد و چقدر از آن در دوران اسلامی و با استفاده از مصالح ساسانی بازسازی شده است. بخش‌های باقی‌مانده از دوران ساسانی را می‌توان از اندازه آجرها (با ابعاد ۳۶ × ۳۶ × ۸ سانتی‌متر) و ملات گچ و خاک رس بازشناخت. بازسازی بنا در دورهٔ سلجوقی و با استفاده از آجرهای سرخ ساسانی و ملاتی است که گچ آن از گچ ملات ساسانی بیشتر است. در بازسازی طاق‌ها از آجرهای سفیدرنگ دوران اسلامی (با ابعاد ۲۵ × ۲۵ × ۵ سانتی‌متر) استفاده شده است. این بخش از بازسازی احتمالاً مربوط به دوران صفویه است. او می‌افزاید قاعدهٔ نیم‌بیضی برج‌های دو طرف ورودی اصلی و سقف بیضوی همهٔ برج‌ها نیز از خصوصیات معماری ساسانی است. شکل سهمی‌گونِ گوشهٔ سقف که در زاویه‌های راستِ گوشه‌های اتاق‌های دو برجِ ورودی استفاده شده نیز چنین هستند. راه رسیدن به برج‌ها هم طاق‌هایی سهمی‌گون (بدون تیزه) دارد که بی‌شک خصلتی ساسانی است. امروزه ورودی اولیه بنا وجود ندارد و با یک ورودی ایوان‌دار بزرگ جایگزین شده که آن را از آجرهایی کوچک ساخته‌اند. بااین‌همه بخشی از دیوار قدیمی را می‌توان در دیوار تاقچه‌های پایینی مشاهده کرد.

## مرمت و بازسازی

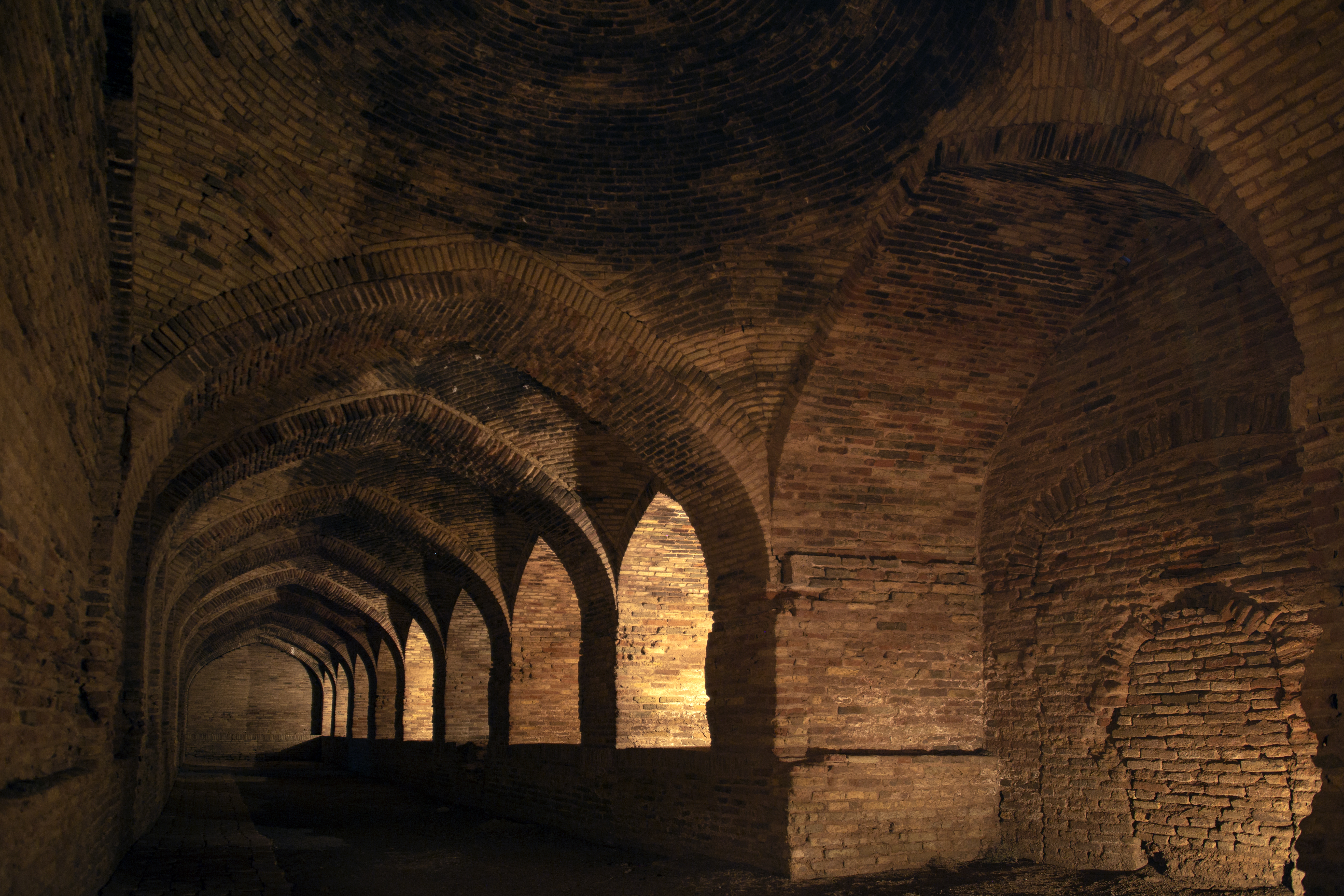
حجره‌های ساخته شده در اصطبل‌ها در دوران سلجوقیان.

### سلجوقیان
نقشهٔ چهارایوانی بنا و حجره‌های درون اصطبل‌ها از خصلت‌های معماری سلجوقی هستند. به گفته مقدسی بنا دچار ترک‌خوردگی شده بوده و به بازسازی نیاز داشته است. ابودلف با بیان اینکه اعراب هیچ نشانه‌ای را از دوران ساسانی در بنا سالم نگذاشتند، نشان می‌دهد که بنا دچار آسیب‌های شدیدی شده بوده است؛ چنان‌که دیگر بناهای ساسانی نیز با ویرانی از سوی اعراب روبرو بوده‌اند. در همین دوران است که ناصرالدین منشی کرمانی در کتاب نسائم الاسحار من لطائم الاخبار در تاریخ وزراء (۷۲۵ ه‍.ق) خبر از بازسازی دیر گچین و راه رسیدن به آن به دست وزیر سلطان سنجر «مختص‌الملک معین‌الدین کاشی» می‌دهد. سکوها یا ایوانچه‌های درون اصطبل‌ها هم در این دوران ساخته شده‌اند. سوراخ‌های روی دیوارها نیز، که برای دفاع از بنا مناسبند و در هنگام نبرد کارایی دارند، در دوران سلجوقیان، که استفاده از کمان زنبورکی مرسوم بوده، با استفاده از آجرهای ساسانی ساخته شده‌اند، و خط ترمیم بنا روی دیوارها قابل مشاهده است.

### صفویان

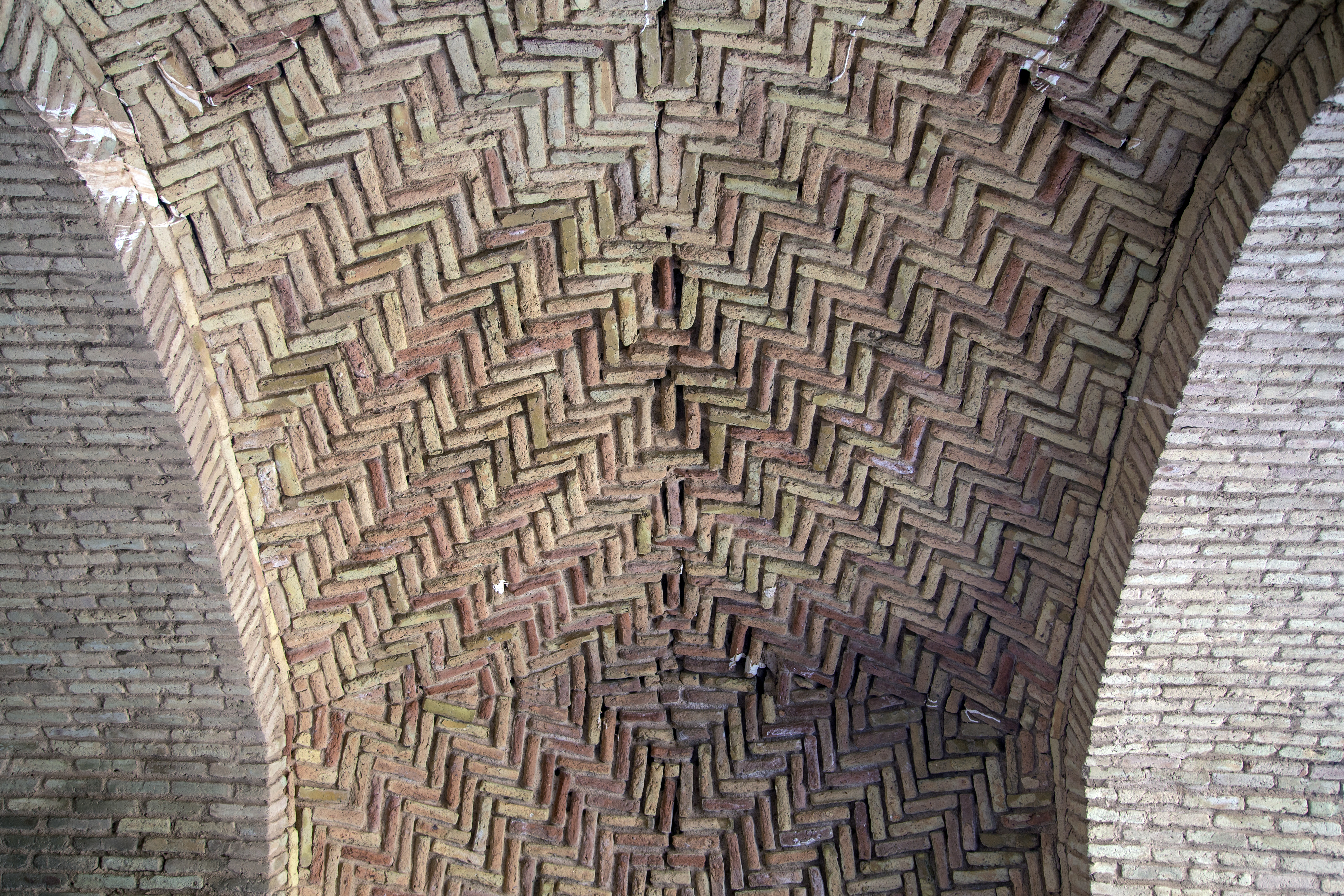
آجرچینی‌های زیگزاگی (طرح خفته و راسته) مرسوم در معماری صفویان.

بنا از اساس در دوران صفویان بازسازی شده است. شواهد نشان می‌دهد غیر از دیوارهای بیرونی و برج‌ها، باقی بنا مربوط به دوران صفویه است. برای تخمین زدن زمان بازسازی بام بنا با آجرهای اسلامی، به توجه بیشتری نسبت به باقی قسمت‌ها نیاز است. درحالی‌که طاق اصطبل‌ها به صورت متقاطع ساخته شده، که از ویژگی‌های معماری سلجوقی است، حجره‌های اصلی به صورت گوشه‌پوش مسقف شده‌اند که تکنیکی توسعه‌یافته‌تر از نمونه سلجوقی است و به نظر، معماری صفوی می‌آید. همین‌طور الگوی زیگزاگی آجرچینی نمای حیاط نیز در دیگر کاروانسراهای صفوی مسیر تهران به اصفهان دیده می‌شود؛ بنابراین می‌شود چنین برداشت کرد که در دوران برنامه بزرگ صفویان برای بهبود راه‌ها و کاروانسراهای میان آن‌ها، بخشی از سقف کاروانسرا که نیاز به بازسازی داشته، به شیوهٔ معاصر آن روزگار بازسازی شده باشد. ورودی کنونی کاروانسرا را نیز با آجرهای کوچک (اسلامی) و ظاهراً همزمان با بازسازی سقف در دوران صفوی ساخته‌اند.

### قاجاریان

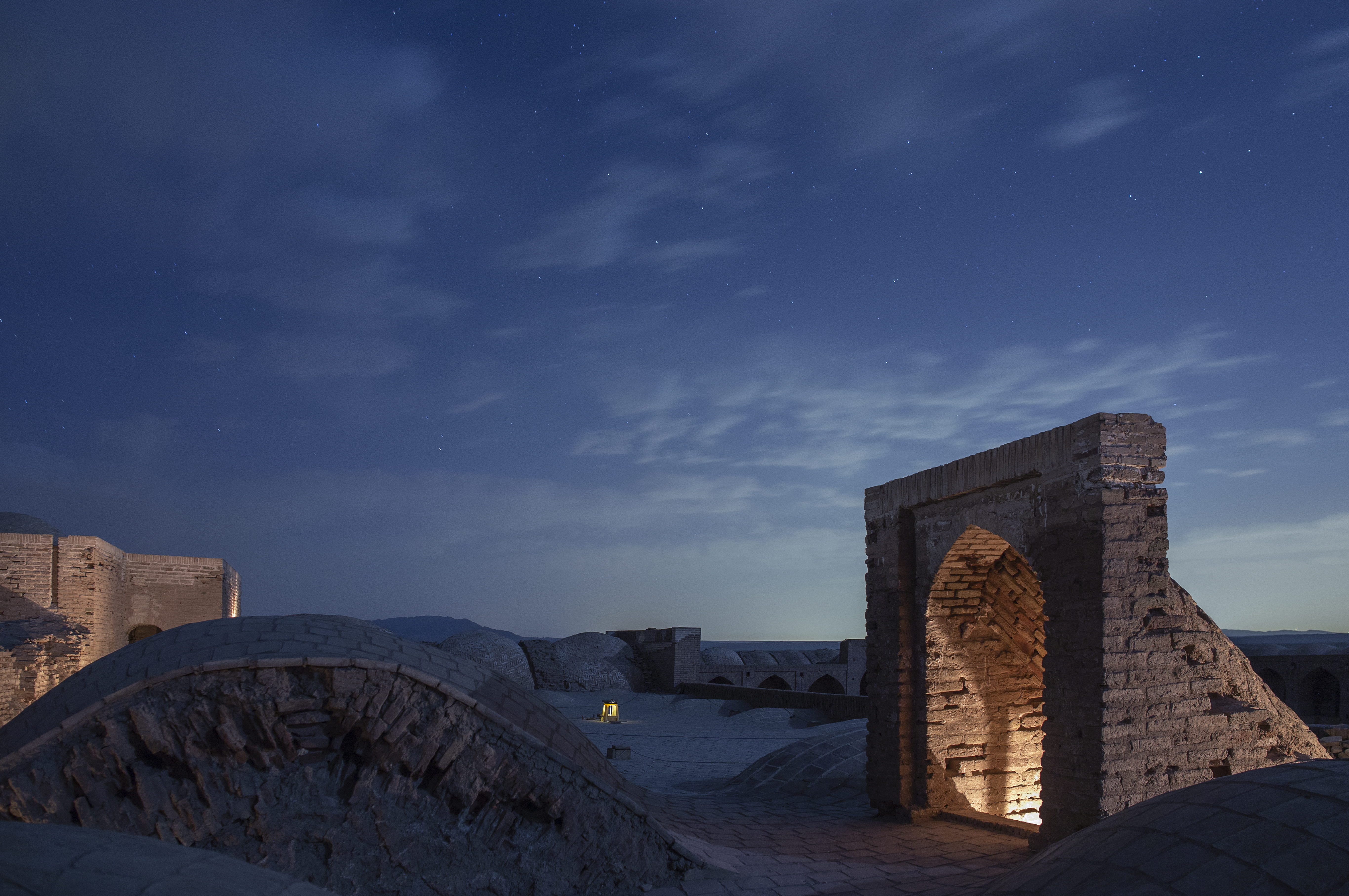
یکی از ورودی‌ها به پشت‌بام بنا.

آجرهای ساسانی زیادی از فرایندهای پیشینِ تخریب و بازسازی بنا باقی مانده که در شمال بنا انبار شده‌اند. از تعدادی از این آجرها در ساخت دیوارهای حائل میان اصطبل‌ها و همچنین ساخت حمام استفاده شده است، که احتمالاً آخرین بنای ساخته‌شده در دیر پیش از متروک شدن راه دیر است. در رسائل اعتمادالسلطنه آمده که در اواخر سدهٔ سیزدهم، مستوفی‌الممالک «حاجی ابوالحسن معمار اصفهانی» را مأمور مرمت کاروانسرا کرد. در همین وقت، قناتی هم کشیدند و در نزدیکی دیر گچین، بنایی رعیتی ساختند به ابعاد ۲۰۰ × ۳۰۰ متر، که گویا ناتمام مانده است. شواهدی، ازجمله شکل گنبد، نشان می‌دهند که حمام دیر در این دوران ساخته شده است.

### دوران معاصر
این بنا پس از تغییر جاده تهران به قم از این مسیر به مسیر حسن‌آباد در زمان امین‌السلطان، متروک شد و افراد محلی از آن برای نگهداری دام استفاده می‌کردند. پس از ثبت ملی بنا در ۱۳۸۲، مرمت اضطراری آن آغاز شد و تا سال ۱۳۸۵ ادامه داشته است.

## منبع‌شناسی
اشاره‌های تاریخی به دیر گچین بطورعمده به نام بنا، موقعیت بنا در طول راه ری به قم، نام منزل‌ها و فواصل آن، امکانات و ویژگی‌های بنا، و افراد ساکن در آن و وظایف‌شان مربوط است. از این میان می‌توان به الأعلاق النفيسة اثر ابن رُسته اصفهانی (درگذشته بعد از ۲۹۰ هجری قمری)، اصطخری (۳۴۰)، سفرنامه ابودُلَف مِسعَر بن مُهَلهِل (۳۴۱)، المسالک و الممالک اثر ابن حوقل (۳۶۷)، احسن التقاسیم فی معرفة الاقالیم اثر مقدسی (۳۷۵)، تاریخ قم نوشته حسن بن محمد قمی (۳۷۸)، سیاست‌نامه اثر خواجه نظام‌الملک طوسی (۴۷۹)، آثارالبلاد و اخبارالعباد اثر زکریای قزوینی (۶۷۲)، معجم البلدان اثر یاقوت حموی (سده هفتم)، نسائم الاسحار اثر ناصرالدین منشی کرمانی (۷۲۵)، و تاریخ جهان‌آرای عباسی اثر محمدطاهر قزوینی (سده یازدهم) اشاره کرد.
از دوران قاجار نیز چند اشاره به دیر وجود دارد: ازجمله اشارهٔ جهانگیر میرزا به تغییر راه ری به قم به راه حسن‌آباد (۱۲۶۸)، اشارهٔ اعتمادالسلطنه (در دوران ناصرالدین‌شاه) به دیر و کاروانسرای خشتی گلی کنار آن، و اشارهٔ محمدکاظم‌خان کاشانی در رساله ذهابیه (حدود ۱۲۸۱) در مورد تخریب دیر و استفاده از مصالح آن برای ساختن مهمان‌خانه علی‌آباد.

## در افسانه‌ها و فرهنگ عامه
به گفتهٔ مهرداد شکوهی، دیر گچین به افسانه‌های ایرانی نیز راه یافته است. نویسنده ناشناس مجمل التواریخ و القصص در حدود ۵۲۰ هجری قمری می‌نویسد: «در دیر گچین بین ری و اصفهان، بهمن را اژدهایی بلعید و او قلمرو پادشاهی خود را به دخترش چهرآزاد معروف به همای داد.» آدریان دیوید هیو بیوار در مقاله «تمثیل آستیاگ» می‌گوید نبرد گابی‌ین (۳۷۰ پیش از میلاد) بین یومنس و آنتیگون یک چشم بر سر جانشینی اسکندر، احتمالاً در حریم دیر گچین صورت گرفته است. در زمان نبرد، آنتیگون در همدان مستقر بود و یومنس در گابا (جی در اصفهان). یومنس در انتها دستگیر و به دست آنتیگون اعدام شد. بهمن اما در شاهنامه به مرگ طبیعی درگذشته است. بیوار معتقد است احتمال دارد «بهمن» در این نقل‌قول اشاره به یومنس داشته باشد؛ چراکه هم‌ریشه یونانی آن است و منظور از اشاره به اژدها، آنتیگون باشد.
شکوهی می‌گوید بااین‌که نبرد گابی‌ین در شمال اصفهان در حوالی دودهک (نزدیکی دلیجان) رخ داده و این نقطه تا دیر گچین، فاصلهٔ قابل توجهی دارد، اما ممکن است عملیات نظامی این نبرد به صورتی وسیع در سراسر کویر مرکزی ایران گسترده شده باشد و به این صورت به فرهنگ عامه راه یافته باشد.

## ثبت در فهرست میراث جهانی
در ۲۶ شهریور ۱۴۰۲ در جریان چهل و پنجمین اجلاس کمیته میراث جهانی یونسکو در ریاض، کاروانسرای دیر گچین به‌همراه ۵۳ کاروانسرای تاریخی دیگر (جمعاً ۵۴ کاروانسرا در ۲۴ استان ایران) تحت عنوان کاروانسراهای ایرانی در فهرست میراث جهانی قرار گرفتند. این مجموعه جهانی به عنوان بیستمین و هفتمین اثر جهانی کشور ایران شناخته می‌شود.